# Сен-Жан-де-Валерискль
Сен-Жан-де-Валери́скль, Сен-Жан-де-Валеріскль (фр. Saint-Jean-de-Valériscle) — муніципалітет у Франції, у регіоні Окситанія, департамент Гар. Населення — 599 осіб (01.01.2021).
Муніципалітет розташований на відстані близько 540 км на південь від Парижа, 75 км на північ від Монпельє, 50 км на північ від Німа.

## Історія
До 2015 року муніципалітет перебував у складі регіону Лангедок-Русійон. Від 1 січня 2016 року належить до нового об'єднаного регіону Окситанія.

## Демографія
Динаміка населення (Ehess і INSEE ):
Розподіл населення за віком та статтю (2006):
| Стать | Всього | До 15 років | 15-24 | 25-44 | 45-64 | 65-85 | Понад 85 |
| --- | ------ | ----------- | ----- | ----- | ----- | ----- | -------- |
| Чоловіки | 368    | 72          | 56    | 84    | 92    | 64    | 0        |
| Жінки | 344    | 52          | 16    | 84    | 108   | 80    | 4        |
| \| Статево-вікова піраміда \| Статево-вікова піраміда \| Статево-вікова піраміда \| \| ----------------------- \| ----------------------- \| ----------------------- \| \| Чоловіки \| Вік \| Жінки \| \| 0 \| 85 + \| 4 \| \| 4 \| 80-84 \| 4 \| \| 28 \| 75-79 \| 40 \| \| 20 \| 70-74 \| 8 \| \| 12 \| 65-69 \| 28 \| \| 20 \| 60-64 \| 20 \| \| 20 \| 55-59 \| 24 \| \| 40 \| 50-54 \| 24 \| \| 12 \| 45-49 \| 40 \| \| 40 \| 40-44 \| 8 \| \| 24 \| 35-39 \| 16 \| \| 8 \| 30-34 \| 40 \| \| 12 \| 25-29 \| 20 \| \| 36 \| 20-24 \| 8 \| \| 20 \| 15-20 \| 8 \| \| 20 \| 10-14 \| 24 \| \| 20 \| 5-9 \| 12 \| \| 32 \| 0-4 \| 16 \| |        |             |       |       |       |       |          |
| Статево-вікова піраміда |        |             |       |       |       |       |          |
| Чоловіки | Вік    | Жінки       |       |       |       |       |          |
| 0 | 85 +   | 4           |       |       |       |       |          |
| 4 | 80-84  | 4           |       |       |       |       |          |
| 28 | 75-79  | 40          |       |       |       |       |          |
| 20 | 70-74  | 8           |       |       |       |       |          |
| 12 | 65-69  | 28          |       |       |       |       |          |
| 20 | 60-64  | 20          |       |       |       |       |          |
| 20 | 55-59  | 24          |       |       |       |       |          |
| 40 | 50-54  | 24          |       |       |       |       |          |
| 12 | 45-49  | 40          |       |       |       |       |          |
| 40 | 40-44  | 8           |       |       |       |       |          |
| 24 | 35-39  | 16          |       |       |       |       |          |
| 8 | 30-34  | 40          |       |       |       |       |          |
| 12 | 25-29  | 20          |       |       |       |       |          |
| 36 | 20-24  | 8           |       |       |       |       |          |
| 20 | 15-20  | 8           |       |       |       |       |          |
| 20 | 10-14  | 24          |       |       |       |       |          |
| 20 | 5-9    | 12          |       |       |       |       |          |
| 32 | 0-4    | 16          |       |       |       |       |          |

## Економіка
2010 року серед 427 осіб працездатного віку (15—64 років) 277 були активними, 150 — неактивними (показник активності 64,9%, у 1999 році було 63,7%). З 277 активних мешканців працювало 218 осіб (131 чоловік та 87 жінок), безробітними було 59 (31 чоловік та 28 жінок). Серед 150 неактивних 20 осіб було учнями чи студентами, 54 — пенсіонерами, 76 були неактивними з інших причин.

У 2010 році в муніципалітеті числилось 285 оподаткованих домогосподарств, у яких проживали 677,5 особи, медіана доходів виносила 13 330 євро на одного особоспоживача

## Персоналії
- Женев'єв де Голль-Антоньйоз (1920—2002) — учасниця французького руху Опору під час Другої світової війни.